# Owen (Wisconsin)
Owen is een plaats (city) in de Amerikaanse staat Wisconsin, en valt bestuurlijk gezien onder Clark County.

## Demografie
Bij de volkstelling in 2000 werd het aantal inwoners vastgesteld op 936. In 2006 is het aantal inwoners door het United States Census Bureau geschat op 885, een daling van 51 (-5,4%).

## Geografie
Volgens het United States Census Bureau beslaat de plaats een oppervlakte van 4,8 km², waarvan 4,7 km² land en 0,1 km² water. Owen ligt op ongeveer 134 m boven zeeniveau.

## Plaatsen in de nabije omgeving
De onderstaande figuur toont nabijgelegen plaatsen in een straal van 20 km rond Owen.